# Tổ chức Albert Einstein
Tổ chức Albert Einstein là một tổ chức phi vụ lợi, chuyên nghiên cứu các phương pháp đấu tranh bất bạo động trong các cuộc tranh chấp và tìm hiểu khả năng của chính sách này, trao đổi những kết quả qua sách báo, hoặc bằng các phương tiện truyền thông khác, cũng như dịch thuật, tổ chức các cuộc họp thảo luận, cố vấn cùng những buổi học tập. Người sáng lập và giảng viên cao cấp, Gene Sharp, nổi tiếng về những bài viết về đấu tranh bất bạo động.

## Chỉ trích
Cố tổng thống Hugo Chávez của Venezuela cáo buộc tổ chức Albert Einstein đứng đằng sau một dự định đảo chánh mềm ở Venezuela. Tương tự, một số người chỉ trích, như nhà văn Pháp Thierry Meyssan, cũng buộc tội tổ chức này là một phần trong các nỗ lực lật đổ của CIA. TS. Sharp và tổ chức Albert Einsstein đã phủ nhận những cáo buộc này Để trả lời các lời buộc tội đối với tổ chức này, giáo sư Stephen Zunes đã lập ra một thỉnh nguyện thư với tựa là "Open Letter in Support of Gene Sharp and Strategic Nonviolent Action" (một lá thư mở để ủng hộ Gene Sharp và hoạt động bất bạo động)  để bày tỏ sự ủng hộ cho tiến sĩ Sharp và tổ chức Albert Einsstein. Thỉnh nguyện thư này cũng được ký bởi nhiều học giả, và các nhà hoạt động thiên tả nổi tiếng gồm có cả Howard Zinn và Noam Chomsky.